# 菜包肉 (韓國)

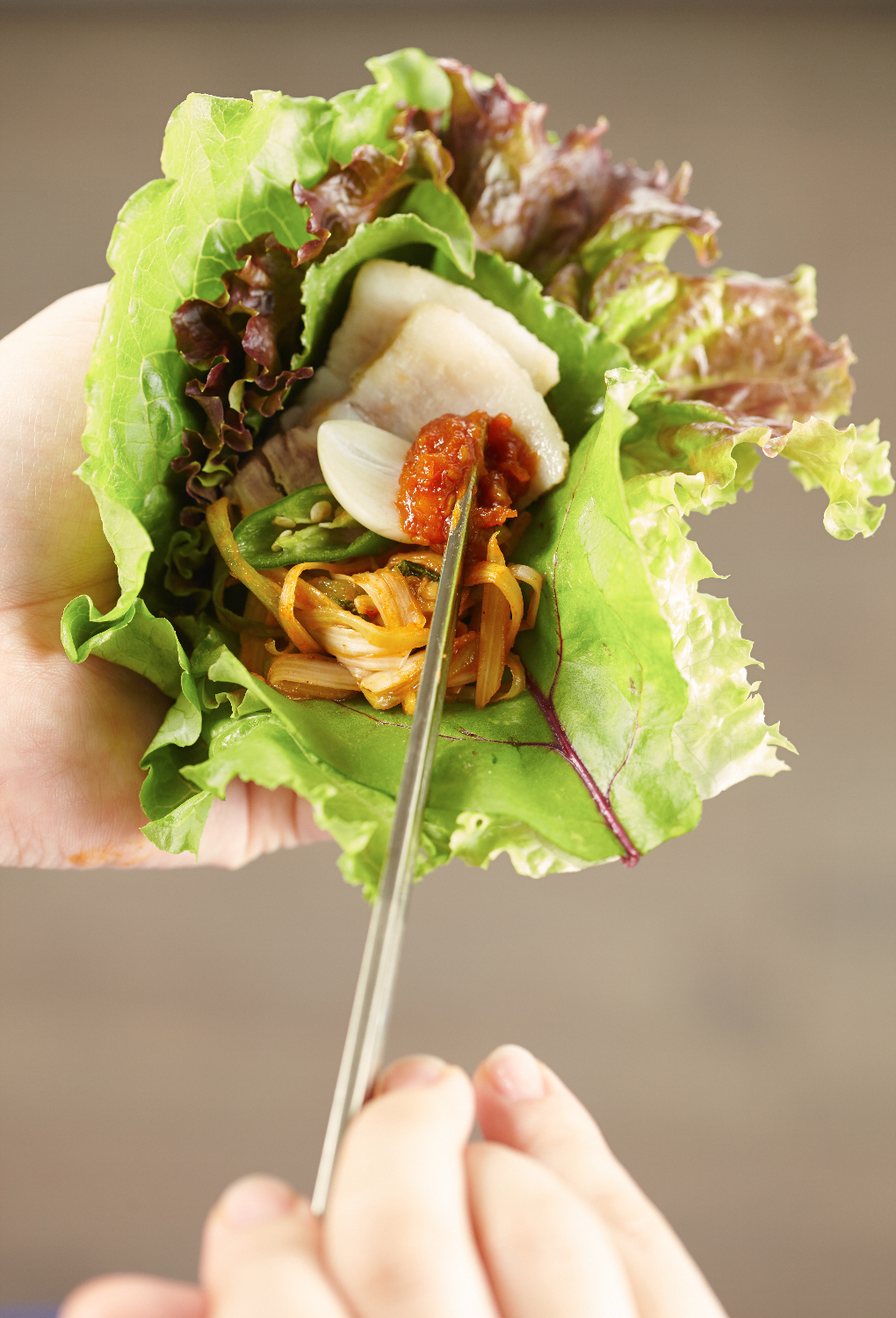
쌈(ssam)

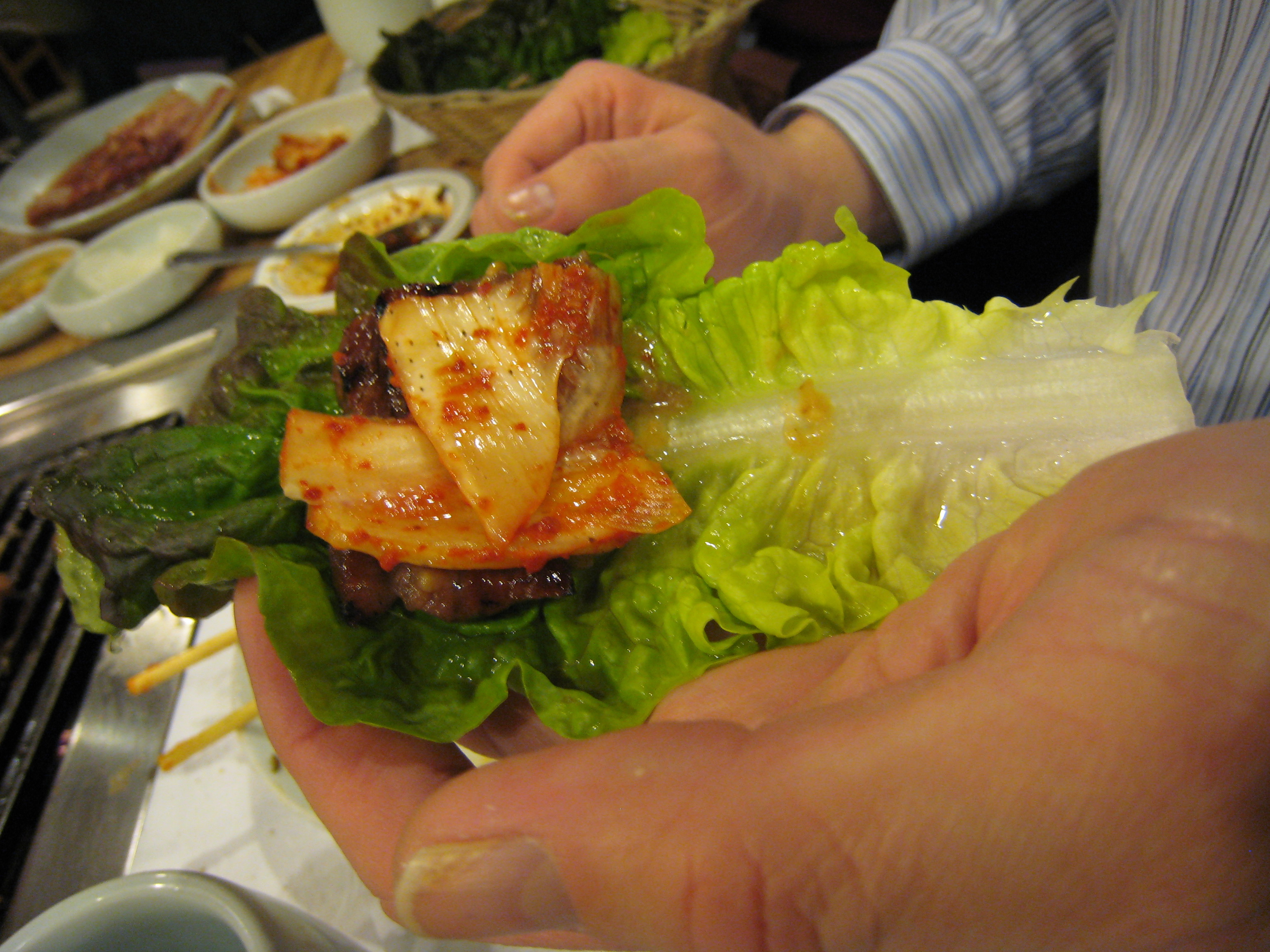
生菜叶包烤排骨与韩国泡菜

菜包肉（쌈）是一种韩国传统菜式，指用菜叶包着猪肉或其他食料一同食用。其常配以包饭酱，并加上蒜、洋葱、菜椒或饭馔（如韩国泡菜）等配料。
根据配料的不同，菜包肉有许多变种。最常见的菜包肉是菜包白切肉（韓語：보쌈）。
相传菜包肉最早是元朝宫廷中的高丽贡女食用的，在李氏朝鲜末期已成为了一道时令菜式。

## 图片

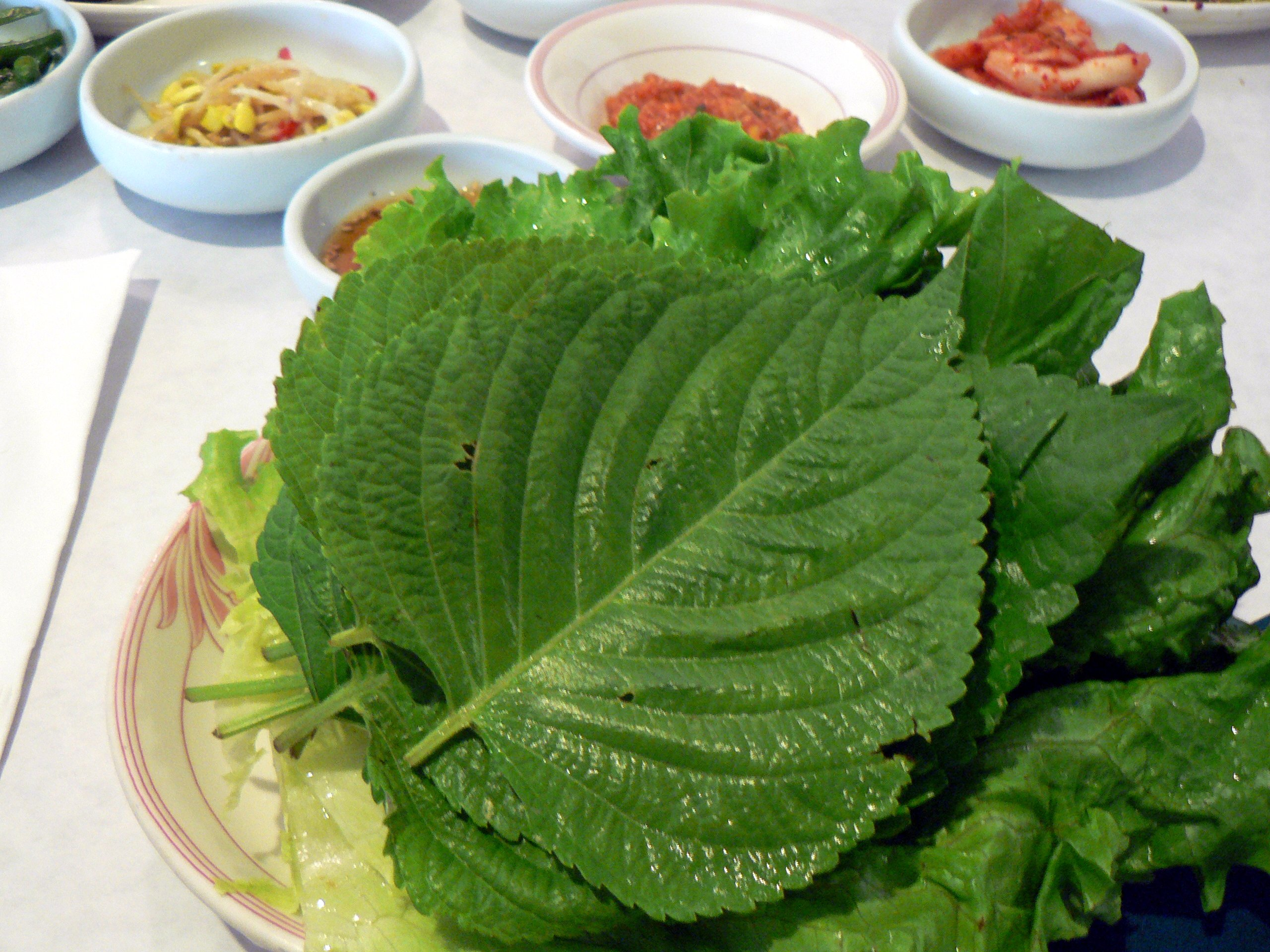
用于包肉的菜叶，有紫蘇與萵苣
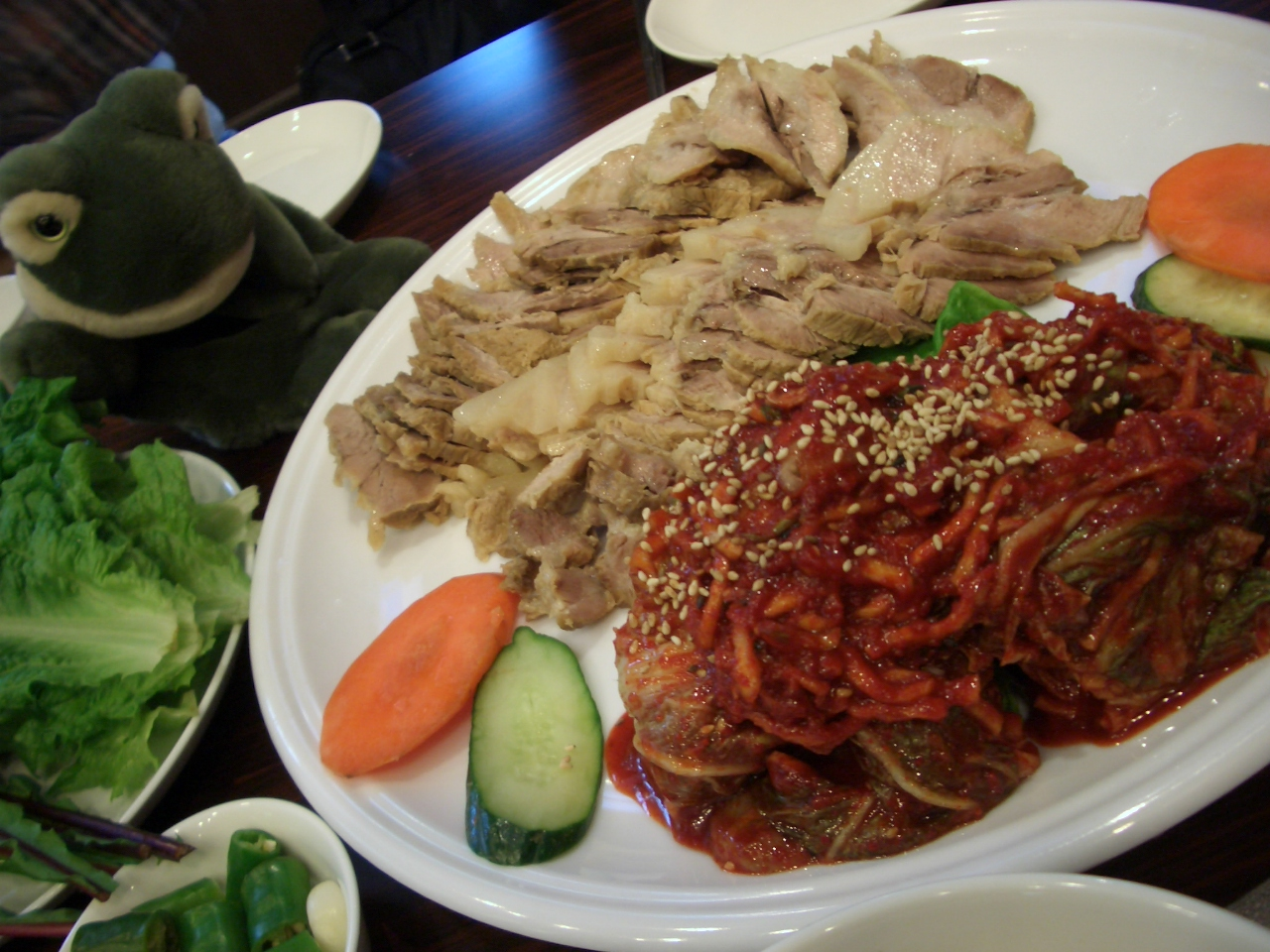
光州的菜包白切肉
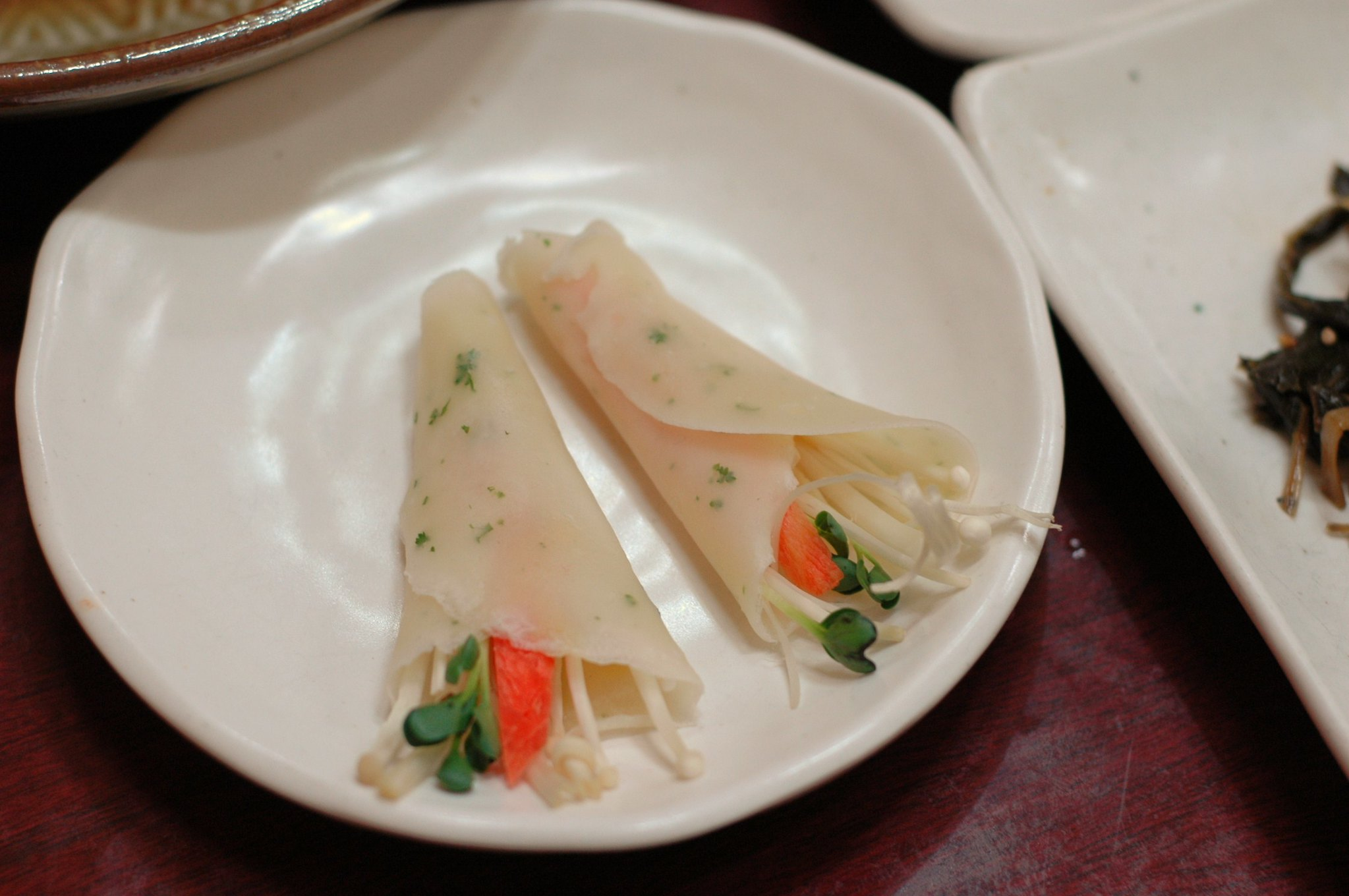
菜包肉的变种：薄饼包菜（밀쌈）
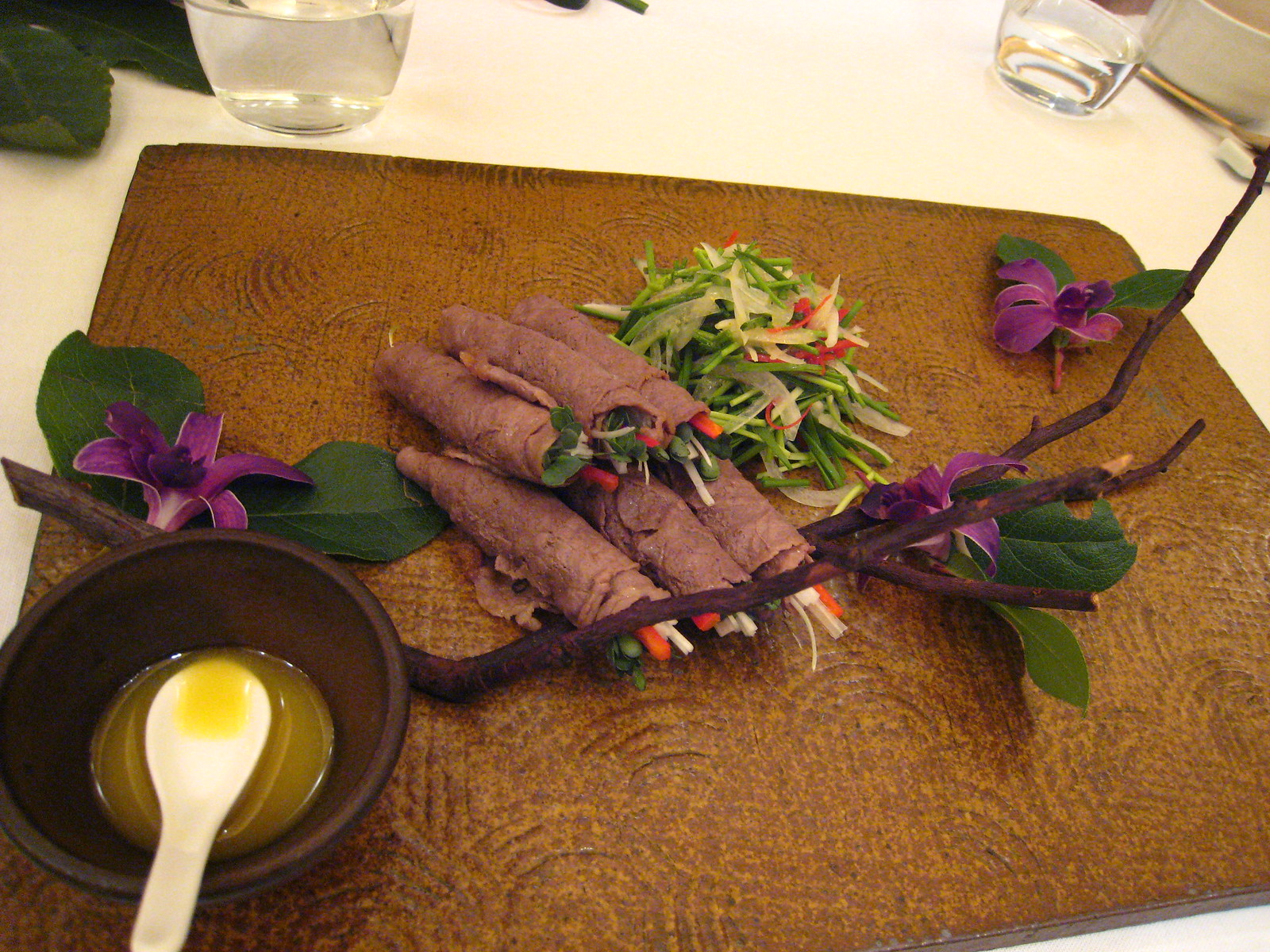
菜包肉的变种：烤肉片包菜（로스편채）